# Женская сборная Таиланда по волейболу
Женская национальная сборная Таиланда по волейболу (тайск. วอลเลย์บอลหญิงทีมชาติไทย) — представляет Таиланд на международных волейбольных соревнованиях. Управляющей организацией выступает Волейбольная ассоциация Таиланда (TVA).

## История
Волейбольная ассоциация Таиланда была основана в 1959 году. В 1964 она вступила в Международную федерацию волейбола (ФИВБ).
Впервые женская сборная Таиланда была сформирована в 1965 году к Играм полуострова Юго-Восточной Азии, проводившимся в Малайзии. На них национальная команда заняла 1-е место. В следующем году тайские волейболистки участвовали в Азиатских играх, проходивших в Таиланде. На следующей Азиаде, через 4 года также прошедшей в Таиланде, тайские волейболистки замкнули турнирную таблицу, став восьмыми. После этого на протяжении 16 лет на международной арене сборная Таиланда появлялась только в Играх стран Юго-Восточной Азии, а также в домашних Азиатских играх 1978 года.
Окончательно на мировую арену национальная команда Таиланда вернулась во 2-й половине 1980-х, но ещё на протяжении полутора десятка лет лучшее на что она могла претендовать — это 5-7-е места на континентальных соревнованиях. В 1998 тайские волейболистки впервые преодолели отбор на чемпионат мира, но на самом первенстве выглядели бледно, проиграв с сухим счётом все три своих поединка на турнире сборным Китая, Южной Кореи и Хорватии.
С началом XXI века результаты женской волейбольной сборной Таиланда стали неуклонно улучшаться, что было вызвано значительно выросшим интересом к этому виду спорта в стране. На чемпионате Азии 2001 года, проходившем в Таиланде, тайские волейболистки впервые стали призёрами азиатских волейбольных первенств, обыграв в матче за бронзу сборную Японии со счётом 3:2. Впервые за 26 лет проведения чемпионатов Азии на пьедестал поднялась команда не из восточной части континента. До того медали между собой разыгрывали только три сборные — Китая, Японии и Южной Кореи.
С 2002 года сборная Таиланда неизменно (кроме 2007) оказывается среди участников престижного турнира Гран-при, а в том же году одержала свою первую победу на чемпионате мира, обыграв на проходившем в Германии мировом первенстве сборную Австралии.
В 2007 году чемпионат Азии в четвёртый раз проводился в Таиланде и на нём тайские волейболистки повторили свой бронзовый успех шестилетней давности.
Очередное азиатское волейбольное первенство прошло в 2009 году во Вьетнаме и принесло сенсационный успех сборной Таиланда, поочерёдно на стадии плей-офф обыгравшей с одинаковым счётом 3:1 команды Казахстана, Японии и Китая. Лучшим игроком чемпионата была признана тайская нападающая Онума Ситтирак. Ещё два индивидуальных приза получили её соотечественницы Нутсара Томком (лучшая связующая) и Ванна Буакеу (лучшая либеро). Этого успеха национальная команда Таиланда добилась под руководством тренера Киаттипонга Ратчатакрианскрая, в том же году возглавившего команду.
Через год сборная Таиланда в третий раз в своей истории была среди участников чемпионата мира и одержала на нём уже 4 победы в 7 проведённых матчах, но для выхода в плей-офф розыгрыша этого оказалось мало.
Последние годы женская сборная Таиланда всё настойчивее пытается приблизиться к ведущим волейбольным командам мира. В 2012 национальная команда страны заняла высокое 4-е место в розыгрыше Гран-при, а затем стала обладателем Кубка Азии. Через год сборная Таиланда вторично первенствовала на чемпионате Азии, проводившемся на её поле. Неожиданно уступив в первом же матче на турнире сборной Казахстана, в дальнейшем тайские волейболистки осечек не допускали, переиграв в упорнейшем полуфинальном поединке сборную Китая в пяти партиях, а в финале разгромив японок со счётом 3:0. Приз самого ценного игрока турнира получила капитан чемпионок Вилаван Апиньяпонг, а лучшей связующей, как и четырьмя годами ранее, названа её подруга по команде Нутсара Томком.
Не обладая внушительными физическими данными, волейболистки Таиланда в своей игре исповедуют лучшие черты азиатского волейбола — исключительная цепкость в защите, быстрота перемещений на площадке, подвижный блок, стремление играть на опережение своих соперников. Одним из слагаемых последних успехов сборной является также стабильность состава национальной команды страны. Безусловными лидерами сборной являются выступающие за неё более 8 лет такие волейболистки как Ванна Буакеу, Плеумчит Тинкао, Ампон Япха, Онума Ситтирак, Вилаван Апиньяпонг, Нутсара Томком, Малика Кантонг. Пятеро из них по состоянию на 2014 год выступают в азербайджанской волейбольной суперлиге — одной из сильнейших лиг мира. В том же 2014 году игрок «Рабиты» и сборной Таиланда Нутсара Томком была признана лучшей связующей «финала четырёх» Лиги чемпионов ЕКВ.
В 2014 году параллельно друг другу проходили женский чемпионат мира в Италии и волейбольный турнир в рамках Азиатских игр. Основная ставка руководством сборной была сделана на Азиатские игры, куда под флагом национальной команды прибыли сильнейшие тайские волейболистки. В итоге же сборная Таиланда в полуфинале уступила команде Китая, представленной не основным составом, а в матче за «бронзу» переиграла также не основной состав сборной Японии. Чемпионат мира для ближайшего резерва национальной команды Таиланда завершился уже на первой групповой стадии.
В 2016 году сборная Таиланда под руководством тренера Д. Сриватчараметакула вышла в финал ежегодного турнира Монтрё Волей Мастерс, где в финале проиграла сборной Китая. Также сборная Таиланда стала хозяином «финала шести» Мирового Гран-при, где уступила всем своим соперницам.
Ряд ведущих игроков (Нотсара Томком, Плеумчит  Тинкао, Онума Ситтирак, Вилаван Апиньяпонг, Малика Кантонг и Ампон Хьяпха) объявили о завершении карьеры в сборной после Игр Юго-Восточной Азии 2019, но вернулись в национальную команду из-за выявленных  22 положительных тестов у новых волейболисток перед началом Лиги Наций 2021. Тайские волейболистки одержали лишь 2 победы и заняли последнее место.
В 2022 в сборную Таиланда вернулся ряд молодых волейболисток, которые должны были принять участие в прошлогодней Лиге Наций. Команда удачно выступила в Лиге наций, где одержала 5 побед и вышла в финальный этап турнира, который проходил в Анкаре. Там она уступила сборной Турции в четвертьфинале 1:3 и завершила своё участие на 8-м месте.
Сезон 2023 года принёс Таиланду успех на трёх из 6 турниров, в которых она приняла участие, в числе которых победы на Играх Юго-Восточной Азии (14-й раз подряд) и чемпионате Азии (в 3-й раз в своей истории). Также в активе тайских волейболисток «бронза» Азиатских игр.

## Результаты выступлений и составы

### Олимпийские игры
| - 1964 — не участвовала - 1968 — не участвовала - 1972 — не участвовала - 1976 — не участвовала - 1980 — не участвовала - 1984 — не участвовала - 1988 — не квалифицировалась - 1992 — не квалифицировалась | - 1996 — не участвовала - 2000 — не участвовала - 2004 — не квалифицировалась - 2008 — не квалифицировалась - 2012 — не квалифицировалась - 2016 — не квалифицировалась - 2020 — не квалифицировалась - 2024 — не квалифицировалась |

### Чемпионаты мира
| - 1952 — не участвовала - 1956 — не участвовала - 1960 — не участвовала - 1962 — не участвовала - 1967 — не участвовала - 1970 — не участвовала - 1974 — не участвовала - 1978 — не участвовала - 1982 — не участвовала - 1986 — не участвовала | - 1990 — не квалифицировалась - 1994 — не квалифицировалась - 1998 — 13—16-е место - 2002 — 17—20-е место - 2006 — не квалифицировалась - 2010 — 13—14-е место - 2014 — 17—20-е место - 2018 — 13—14-е место - 2022 — 13-е место - 2025 — |

- 1998: Пиямас Койчапо, Ванлапа Чит-Онг, Анна Пайчинта, Латаван Списакон, Саранья Списакон, Малини Конгтан, Путсабун Прасенгкей, Нантакан Петчплай, Ликнит Намсен, Раттанапон Сануанрам, Патчари Сангмуанг, Висута Хибкей. Тренер — Сатон Пусанадилок.
- 2002: Ванна Буакеу, Соммай Нийомпон, Анна Пайчинта, Нурак Нокпутта, Плеумчит Тинкао, Саранья Списакон, Супап Понгтон, Пиямас Койчапо, Ампон Япха, Ванлапа Чит-Онг, Патчари Сангмуанг, Висута Хибкей. Тренер — Киаттипонг Ратчатакрианскрай.
- 2010: Пиянут Панной, Расами Супамол, Плеумчит Тинкао, Онума Ситтирак, Утайван Кенсинг, Вилаван Апиньяпонг, Ампон Япха, Камонпон Сукмак, Нотсара Томком, Сутатта Чиавалим, Малика Кантонг, Эмон Панусит. Тренер — Киаттипонг Ратчатакрианскрай.
- 2014: Ванна Буакеу, Юпа Санитклан, Хаттая Бамрунгсук, Сининат Почарон, Чатчу-Он Моксри, Вантчая Луангтонглан, Чараспон Бундасак, Понпан Коэтпрат, Куттика Кэвпин, Аччарапон Конгьот, Канника Типачот, Сорая Помия. Тренер — Киаттипонг Ратчатакрианскрай.
- 2018: Пиянут Панной, Понпан Коэтпрат, Татдао Нуэкчанг, Плеумчит Тинкао, Онума Ситтирак, Ватчарея Нуанчам, Вилаван Апиньяпонг, Нотсара Томком, Читапон Камлангмак, Малика Кантонг, Пампичая Кокрам, Аччарапон Конгьот, Чатчу-Он Моксри, Супаттра Пайрой. Тренер — Данай Сриватчараметакул.
- 2022: Пиянут Панной, Понпан Коэтпрат, Татдао Нуэкчанг, Наттапон Саниткланг, Кхаттали Пинсуван, Хаттая Памрунгсук, Наттанича Чайсэн, Танача Суксод, Пимпичая Кокрам, Сасипапон Чантависут, Аччарапон Конгьот, Чатчу-Он Моксри, Ватчарея Нуакчам, Тичакон Бунлерт. Тренер — Данай Сриватчараметакул.

### Кубок мира
Сборная Таиланда участвовала только в одном розыгрыше Кубка мира.
- 2007 — 10-е место
- 2007: Раттанапон Сануанрам, Конвика Апиньяпонг, Саумай Палатсричуай, Плеумчит Тинкао, Саймай Палатсричуай, Нарумон Канан, Пиямас Койчапо, Вилаван Апиньяпонг, Ампон Япха, Нотсара Томком, Малика Кантонг, Ванна Буакей. Тренер — Натапон Срисамутнак.

### Всемирный Кубок чемпионов
Сборная Таиланда участвовала в двух розыгрышах Всемирного Кубка чемпионов.
- 2009 — 6-е место
- 2013 — 5-е место

- 2009: Ванна Буакеу, Плеумчит Тинкао, Онума Ситтирак, Утайван Кенсин, Вилаван Апиньяпонг, Ампон Япха, Камонпон Сукмак, Нотсара Томком, Малика Кантонг, Ванитчая Луангтонгланг, Эмон Пиянусит, Тапапайпан Чайсри. Тренер — Киаттипонг Ратчатакрианскрай.
- 2013: Ванна Буакеу, Пиянут Панной, Татдао Нуэкчанг, Плеумчит Тинкао, Онума Ситтирак, Вилаван Апиньяпонг, Ампон Япха, Тапапайпан Чайсри, Нотсара Томком, Малика Кантонг, Понпан Коэтпрат, Аччарапон Конгьот. Тренер — Киаттипонг Ратчатакрианскрай.

### Гран-при
В розыгрышах Гран-при 1993—2001 сборная Таиланда участия не принимала.
| - 2002 — 8-е место - 2003 — 9—10-е место - 2004 — 10-е место - 2005 — 12-е место - 2006 — 11-е место - 2007 — не участвовала - 2008 — 11-е место - 2009 — 8-е место | - 2010 — 10-е место - 2011 — 6-е место - 2012 — 4-е место - 2013 — 13-е место - 2014 — 12-е место - 2015 — 9-е место - 2016 — 6-е место - 2017 — 10-е место |

- 2011: Ванна Буакеу, Пиянут Панной, Расами Супамол, Плеумчит Тинкао, Онума Ситтирак, Утайван Кенсинг, Вилаван Апиньяпонг, Ампон Япха, Камонпон Сукмак, Нотсара Томком, Малика Кантонг, Ванитчая Луангтонгланг, Тапапайпун Чайсри. Тренер — Киаттипонг Ратчатакрианскрай.
- 2012: Ванна Буакеу, Пиянут Панной, Плеумчит Тинкао, Онума Ситтирак, Вилаван Апиньяпонг, Ампон Япха, Нотсара Томком, Малика Кантонг, Тапапайпун Чайсри, Понпан Коэтпрат, Аччарапон Конгьот, Сонтая Каобандит. Тренер — Киаттипонг Ратчатакрианскрай.
- 2013: Ванна Буакеу, Пиянут Панной, Татдао Нуэкчанг, Плеумчит Тинкао, Онума Ситтирак, Вилаван Апиньяпонг, Ампон Япха, Тапапайпан Чайсри, Нотсара Томком, Малика Кантонг, Понпан Коэтпрат, Аччарапон Конгьот, Каукалая Камултала, Сонтая Кеобандит. Тренер — Киаттипонг Ратчатакрианскрай.
- 2014: Ванна Буакеу, Пиянут Панной, Татдао Нуэкчанг, Плеумчит Тинкао, Онума Ситтирак, Хаттая Памрунгсук, Вилаван Апиньяпонг, Тапапайпан Чайсри, Нотсара Томком, Малика Кантонг, Понпан Коэтпрат, Аччарапон Конгьот, Канника Типачот, Сорая Пхомла. Тренер — Киаттипонг Ратчатакрианскрай.

### Лига наций
- 2018 — 15-е место
- 2019 — 12-е место
- 2021 — 16-е место
- 2022 — 8-е место
- 2023 — 8-е место
- 2024 — 5—8-е место
- 2025 — 17-е место

- 2018: Випави Сритонг, Пиянут Панной, Понпан Коэтпрат, Плеумчит Тинкао, Онума Ситтирак, Хаттая Памрунгсук, Ватчарея Нуанчам, Вилаван Апиньяпонг, Сорая Пхомла, Тапапайпун Чайсри, Нотсара Томком, Читапон Камлангмак, Малика Кантонг, Пампичая Кокрам, Аччарапон Конгьот, Чатчу-Он Моксри, Супаттра Пайрой. Тренер — Данат Сриватчараметакул.
- 2019: Випави Сритонг, Пиянут Панной, Плеумчит Тинкао, Онума Ситтирак, Ватчарея Нуанчам, Ванитчая Луангтонгланг, Вилаван Апиньяпонг, Ампон Хьяпха, Нотсара Томком, Читапон Камлангмак, Малика Кантонг, Аччарапон Конгьот, Чатчу-Он Моксри, Супаттра Пайрой, Куллапа Пиампонгсан, Чутират Монтрипила. Тренер — Данат Сриватчараметакул.
- 2021: Пиянут Панной, Сирима Манакич, Плеумчит Тинкао, Онума Ситтирак, Тираван Санг-Об, Сутадта Чуэвулим, Вилаван Апиньяпонг, Ампон Хьяпха, Нотсара Томком, Паттия Чуангчан, Малика Кантонг, Куллапа  Пиампонгсан, Карина Краузе, Сорая Помхла, Чатсуда Нилапа, Ватчарея Нуанчам. Тренер —  Киттикун Сриуттхавонг
- 2022: Пиянут Панной, Понпан Коэтпрат, Татдао Нуэкчанг, Чараспон Бундасак, Хаттая Памрунгсук, Чайсэн Наттанича, Сутадта Чуэвулим, Кэвкалая Камултала, Пимпичая Кокрам, Тичакон Бунлерт, Аччарапон Конгьот, Чатчу-Он Моксри, Супаттра Пайрой, Танача Суксод, Сирима Манакич, Тичакон Бунлерт, Сасипапон Чантависут. Тренер — Данай Сриватчараметакул

### Чемпионат Азии
| - 1975 — не участвовала - 1979 — не участвовала - 1983 — не участвовала - 1987 — 5-е место - 1989 — 6-е место - 1991 — 7-е место - 1993 — 7-е место - 1995 — 5-е место - 1997 — 5-е место - 1999 — 4-е место - 2001 — 3-е место | - 2003 — 4-е место - 2005 — 6-е место - 2007 — 3-е место - 2009 — 1-е место - 2011 — 4-е место - 2013 — 1-е место - 2015 — 3-е место - 2017 — 2-е место - 2019 — 2-е место - 2023 — 1-е место |

- 2007: Раттанапон Сануанрам, Конвика Апиньяпонг, Саумай Палатсричуай, Плеумчит Тинкао, Саймай Палатсричуай, Нарумон Канан, Пиямас Койчапо, Вилаван Апиньяпонг, Ампон Япха, Нотсара Томком, Малика Кантонг, Ванна Буакей. Тренер — Натапон Срисамутнак.
- 2009: Ванна Буакеу, Плеумчит Тинкао, Онума Ситтирак, Утайван Кенсин, Вилаван Апиньяпонг, Ампон Япха, Камонпон Сукмак, Нотсара Томком, Малика Кантонг, Ванитчая Луангтонгланг, Эмон Пиянусит, Тапапайпан Чайсри. Тренер — Киаттипонг Ратчатакрианскрай.
- 2013: Ванна Буакеу, Пиянут Панной, Татдао Нуэкчанг, Плеумчит Тинкао, Онума Ситтирак, Вилаван Апиньяпонг, Ампон Япха, Тапапайпан Чайсри, Нотсара Томком, Малика Кантонг, Понпан Коэтпрат, Аччарапон Конгьот. Тренер — Киаттипонг Ратчатакрианскрай.
- 2017: Випави Сритонг, Пиянут Панной, Понпан Коэтпрат, Плеумчит Тинкао, Хаттая Памрунгсук, Чараспон Бундасак, Вилаван Апиньяпонг, Тапапайпан Чайсри, Нотсара Томком, Пампичая Кокрам, Тичая Бунлерт, Аччарапон Конгьот, Чатчу-Он Моксри, Супаттра Пайрой. Тренер — Данай Сриватчараметакул.
- 2019: Пиянут Панной, Понпан Коэтпрат, Татдао Нуэкчанг, Плеумчит Тинкао, Онума Ситтирак, Ватчарея Нуанчам, Ванитчая Луангтонгланг, Вилаван Апиньяпонг, Нотсара Томком, Малика Кантонг, Чатчу-Он Моксри, Юпа Саниткланг, Тичакон Бунлерт, Тикампон Чангкэу. Тренер — Данай Сриватчараметакул.
- 2023: Випави Сритонг, Пиянут Панной, Понпан Коэтпрат, Татдао Нуэкчанг, Хаттая Памрунгсук, Пимпичая Кокрам, Сасипапон Чантависут, Аччарапон Конгьот, Чатчу-Он Моксри, Супаттра Пайрой, Танача Суксод, Сирима Манакич, Вимонрат Танапан, Чараспон Бундасак. Тренер — Данай Сриватчараметакул.

### Азиатские игры
| - 1962 — не участвовала - 1966 — 5-е место - 1970 — 8-е место - 1974 — не участвовала - 1978 — 5-е место - 1982 — не участвовала - 1986 — 4-е место - 1990 — 6-е место | - 1994 — 5-е место - 1998 — 4-е место - 2002 — 5-е место - 2006 — 4-е место - 2010 — 5-е место - 2014 — 3-е место - 2018 — 2-е место - 2022 — 3-е место |

- 2014: Пиянут Панной, Эмон Панусит, Татдао Нуэкчанг, Плеумчит Тинкао, Онума Ситтирак, Кхаттали Пинсуван, Вилаван Апиньяпонг, Тапапайпун Чайсри, Нутсара Томком, Малика Кантонг, Кеукалая Камултала, Паринья Панкеу. Тренер — Натапон Срисамутнак.
- 2018: Пиянут Панной, Понпан Коэтпрат, Татдао Нуэкчанг, Плеумчит Тинкао, Онума Ситтирак, Хаттая Памрунгсук, Вилаван Апиньяпонг, Нотсара Томком, Читапон Камлангмак, Малика Кантонг, Пампичая Кокрам, Аччарапон Конгьот, Чатчу-Он Моксри, Супаттра Пайрой. Тренер — Данат Сриватчараметакул.
- 2023: Випави Сритонг, Пиянут Панной, Понпан Коэтпрат, Татдао Нуэкчанг, Хаттая Памрунгсук, Пимпичая Кокрам, Сасипапон Чантависут, Аччарапон Конгьот, Чатчу-Он Моксри, Танача Суксод, Сирима Манакич, Чараспон Бундасак. Тренер — Данай Сриватчараметакул.

### Кубок Азии
- 2008 —  3-е место
- 2010 —  2-е место
- 2012 —  1-е место
- 2014 — 5-е место
- 2016 —  3-е место
- 2018 —  3-е место
- 2022 —  3-е место

- 2010: Пиянут Панной, Расами Супамол, Плеумчит Тинкао, Онума Ситтирак, Утайван Кенсинг, Вилаван Апиньяпонг, Ампон Япха, Камонпон Сукмак, Тапапайпан Чайсри, Нотсара Томком, Малика Кантонг, Эмон Панусит. Тренер — Киаттипонг Ратчатакрианскрай.
- 2012: Ванна Буакеу, Пиянут Панной, Плеумчит Тинкао, Онума Ситтирак, Вилаван Апиньяпонг, Ампон Япха, Нотсара Томком, Малика Кантонг, Тапапайпун Чайсри, Понпан Коэтпрат, Аччарапон Конгьот, Сонтая Каобандит. Тренер — Киаттипонг Ратчатакрианскрай.

### Игры Юго-Восточной Азии
- 1-е место — 1965, 1967, 1971, 1975, 1989, 1991, 1995, 1997, 2001, 2003, 2005, 2007, 2009, 2011, 2013, 2015, 2017, 2019, 2022, 2023.
- 2-е место — 1973, 1993.
- 3-е место — 1969, 1977, 1987.
- 4-е место — 1983.

### Лига Юго-Восточной Азии
- 2019 —  1-е место
- 2022 —  1-е место
- 2023 —  1-е место
- 2024 —  1-е место

## Состав
Сборная Таиланда в соревнованиях 2024 года (Лига наций, Лига Юго-Восточной Азии)
| №  | Имя, фамилия         | Год рождения | Рост | Амплуа      | Клуб                            |
| -- | -------------------- | ------------ | ---- | ----------- | ------------------------------- |
| 1  | Випави Сритонг       | 1999         | 174  | нападающая  | «Сувон Хёндэ Хиллстейт»         |
| 2  | Пиянут Панной        | 1989         | 171  | либеро      | «Атланта» — LOVB                |
| 3  | Понпан Коэтпрат      | 1993         | 170  | связующая   | «Орландо Вэлкайрис»             |
| 4  | Донпхон Синпхо       | 2004         | 175  | связующая   | «Аранмаре Ямагато» Саката       |
| 5  | Татдао Нуэкчанг      | 1994         | 186  | центральная | «ПФЮ Блю Кэтс» Канадзава        |
| 9  | Чидапа Нахуанонг     | 2002         | 165  | либеро      | «Даймонд Фуд Эйр Форс» Сарабури |
| 11 | Сасипапон Чантависут | 1997         | 175  | нападающая  | «Накхонратчасима»               |
| 12 | Хаттая Памрунгсук    | 1993         | 178  | центральная | «Эурека Сисакет» Сисакет        |
| 13 | Канокпон Сантонг     | 2005         | 171  | связующая   | «Супреме Чонбури» Чонбури       |
| 15 | Наттанича Чайсэн     | 1998         | 177  | связующая   | «ПФЮ Блю Кэтс» Канадзава        |
| 16 | Пимпичая Кокрам      | 1998         | 180  | нападающая  | «Шверинер-Палмберг» Шверин      |
| 18 | Аччарапон Конгьот    | 1995         | 180  | нападающая  | «НЭК Ред Рокетс» Кавасаки       |
| 19 | Чатчу-Он Моксри      | 1999         | 180  | нападающая  | «Химэдзи Викторина»             |
| 20 | Супаттра Пайрой      | 1990         | 160  | либеро      | «Супреме Чонбури» Чонбури       |
| 21 | Танача Суксод        | 2000         | 181  | нападающая  | «Рапид» Бухарест                |
| 23 | Куттика Кэвпин       | 1994         | 171  | нападающая  | «Вамко» Мале                    |
| 29 | Вимонрат Танапан     | 2002         | 180  | нападающая  | «Гунма Грин Уингз» Маэбаси      |
| 99 | Чараспон Бундасак    | 1993         | 182  | центральная | CMFC Нью-Тайбэй                 |

- Главный тренер — Натапон Срисамутнак.
- Тренер — Вилапан Апиньяпонг, Ванна Буакэу.

## Фотогалерея

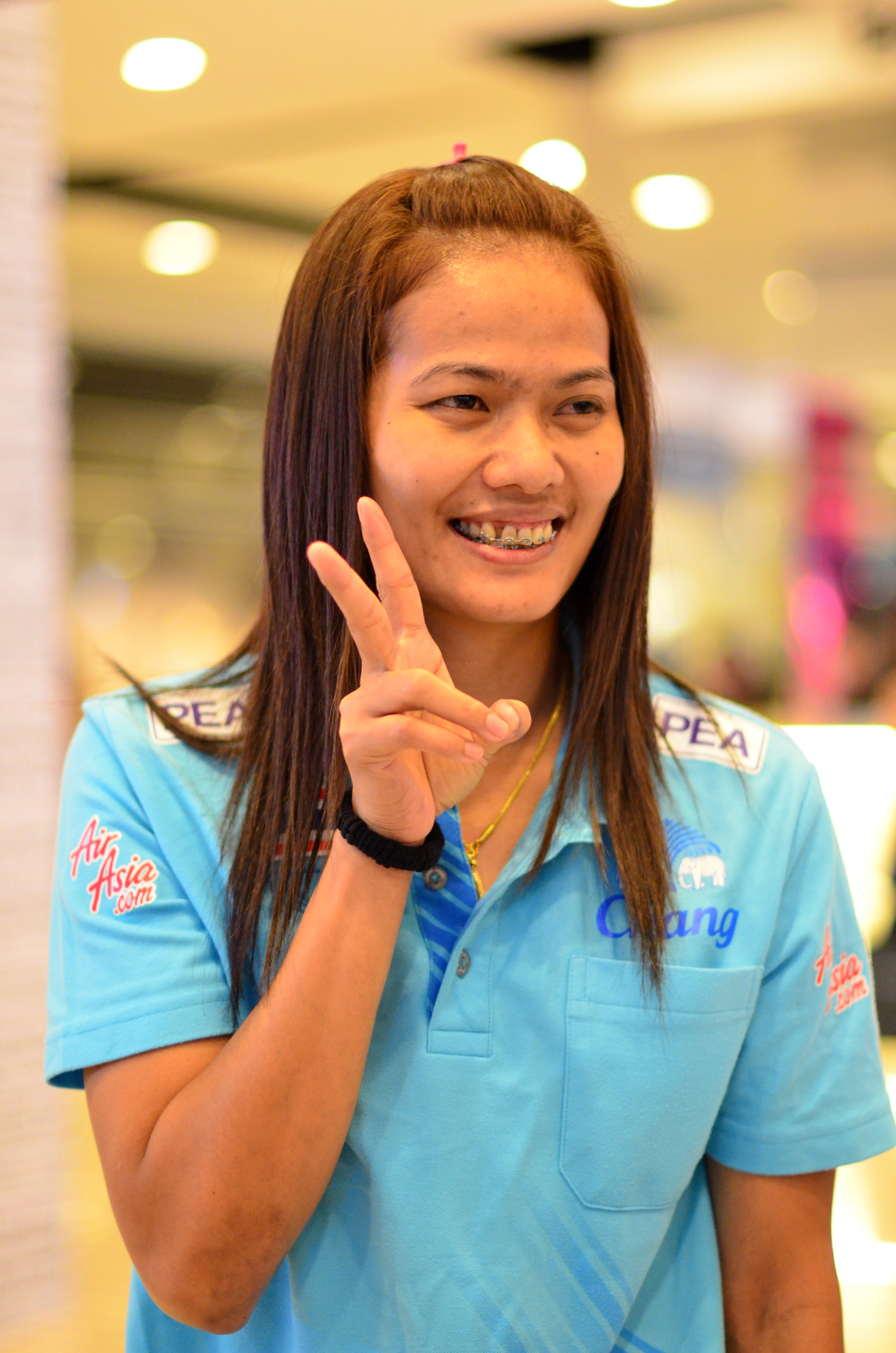
Ванна Буакеу
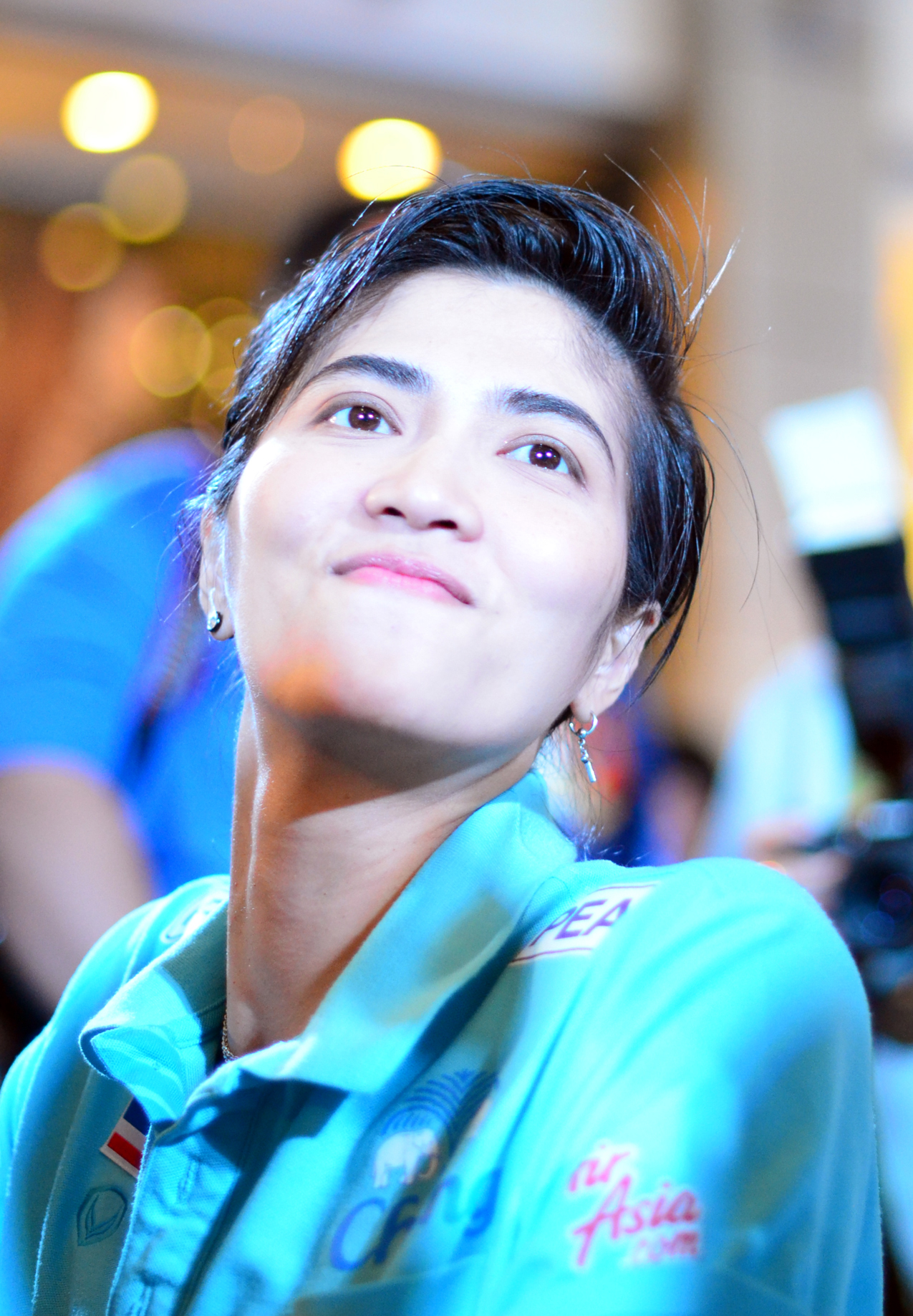
Плеумчит Тинкао
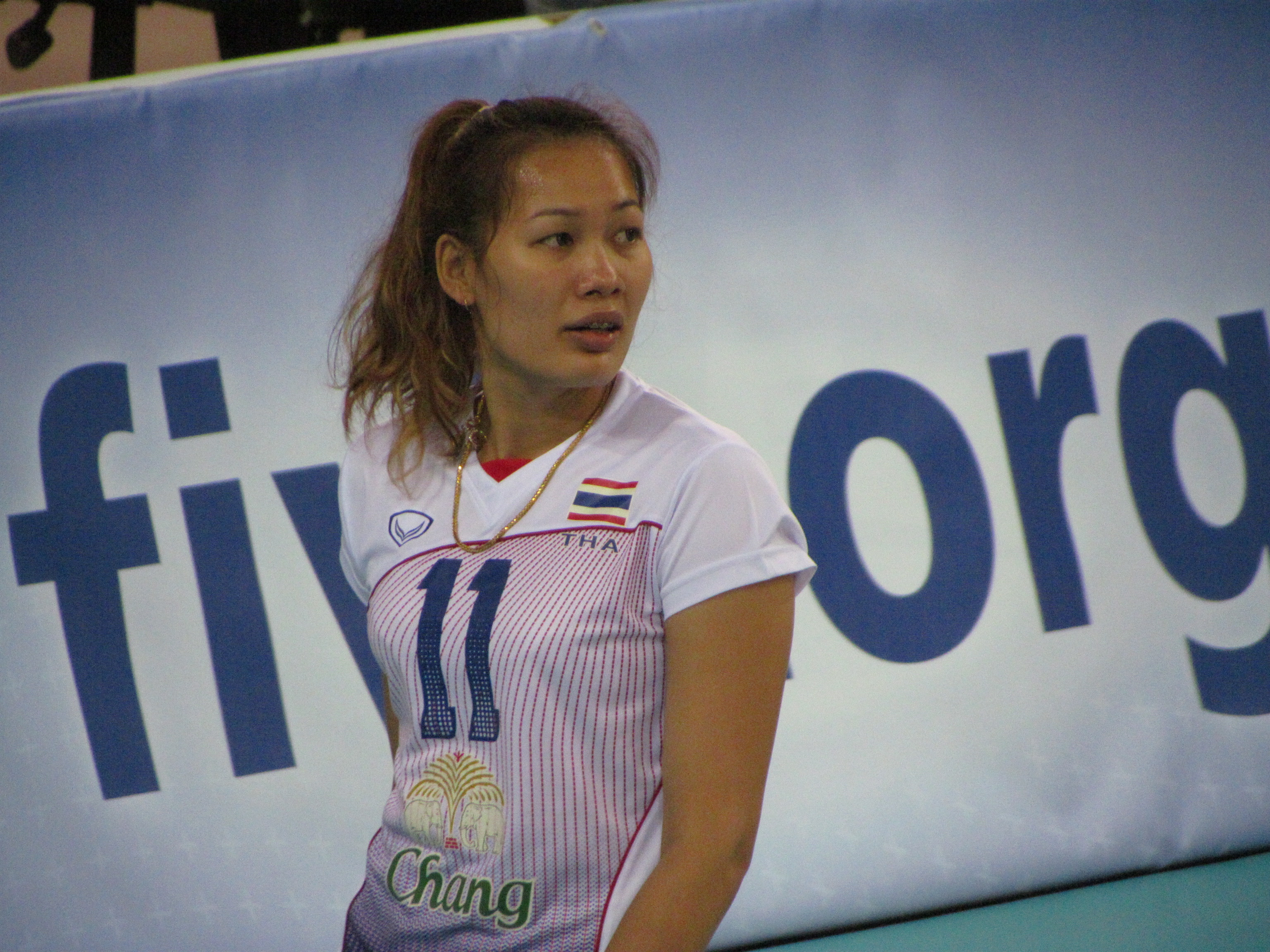
Ампон Япха
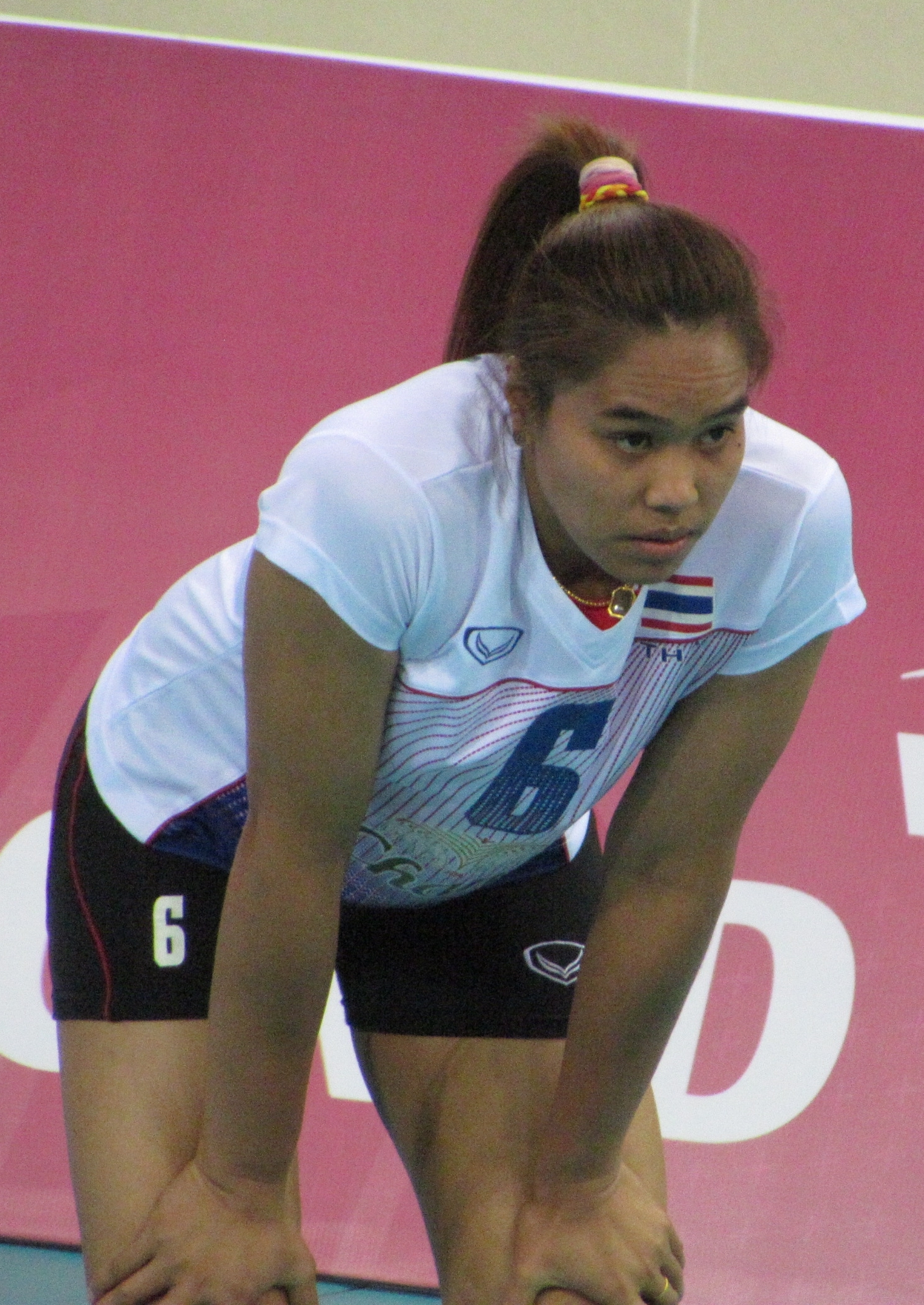
Онума Ситтирак
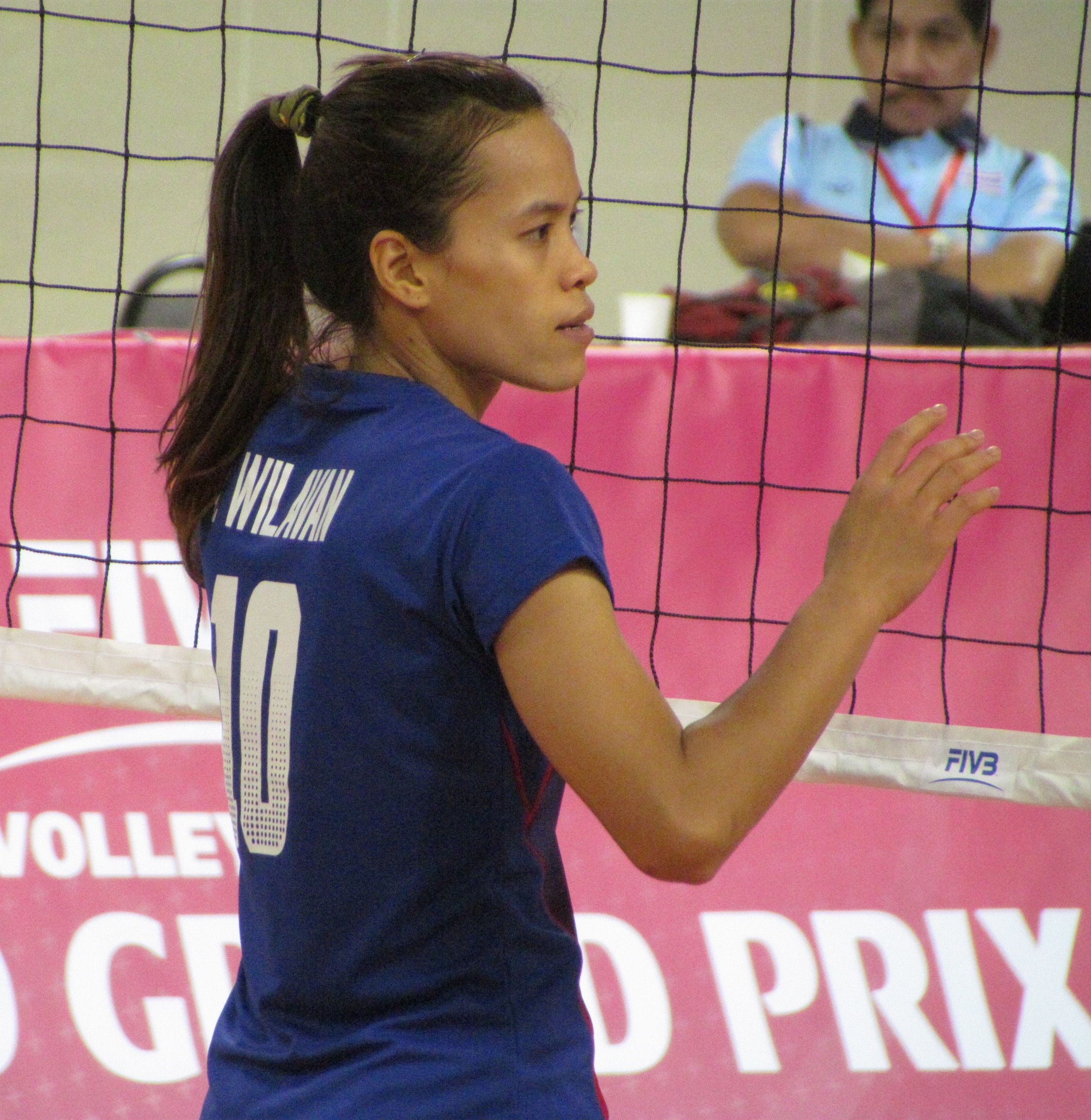
Вилаван Апиньяпонг
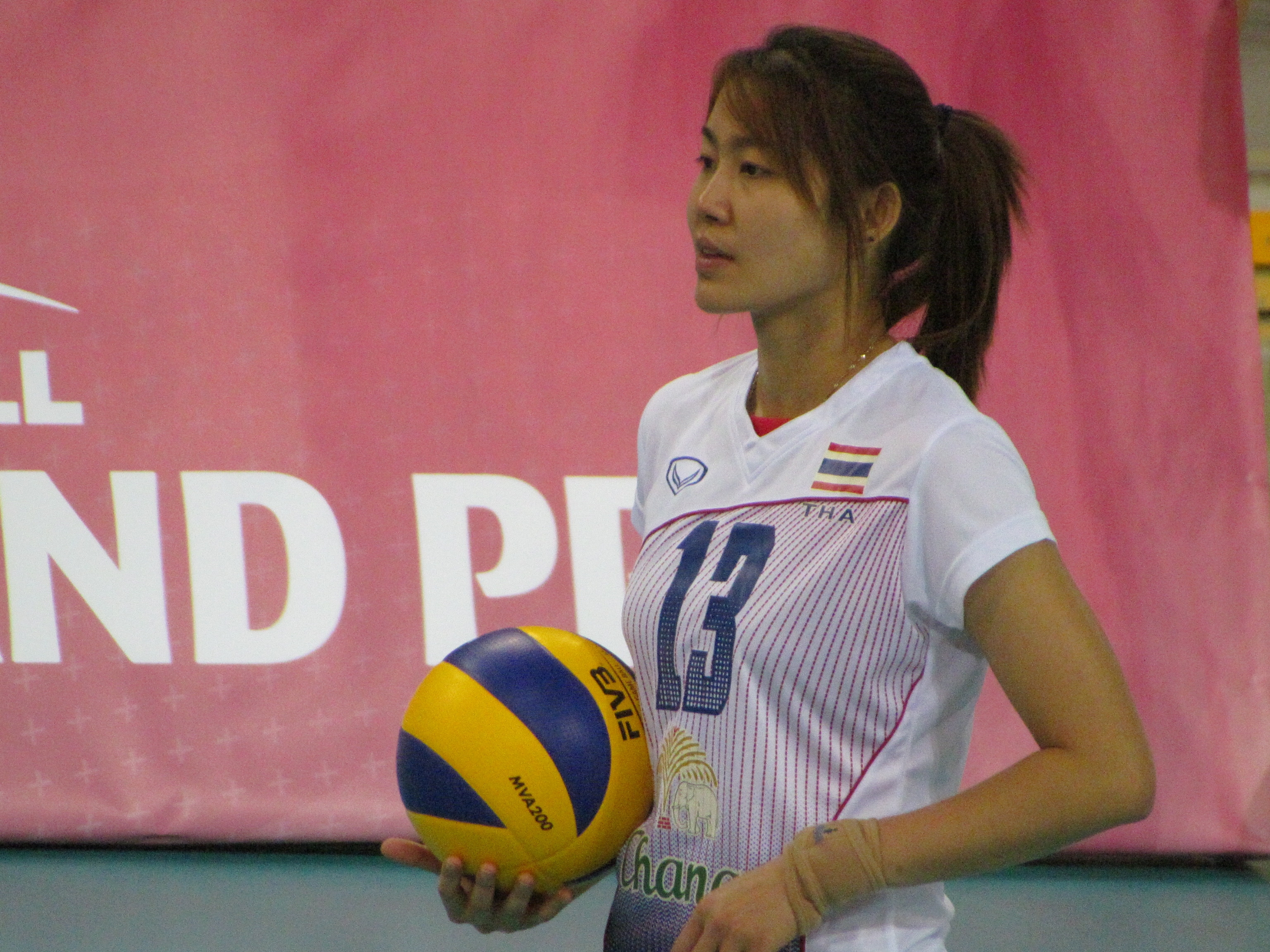
Нутсара Томком
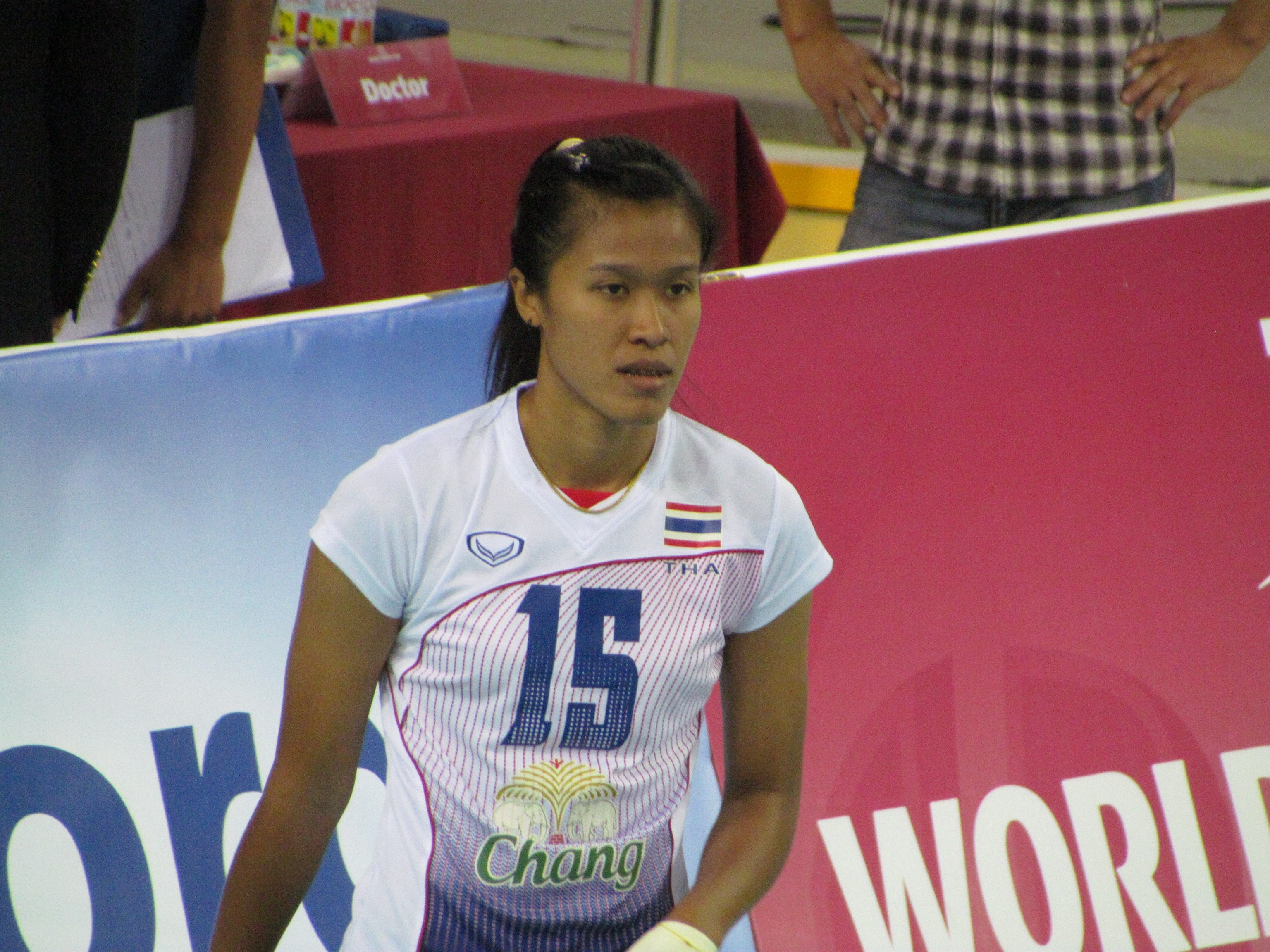
Малика Кантонг
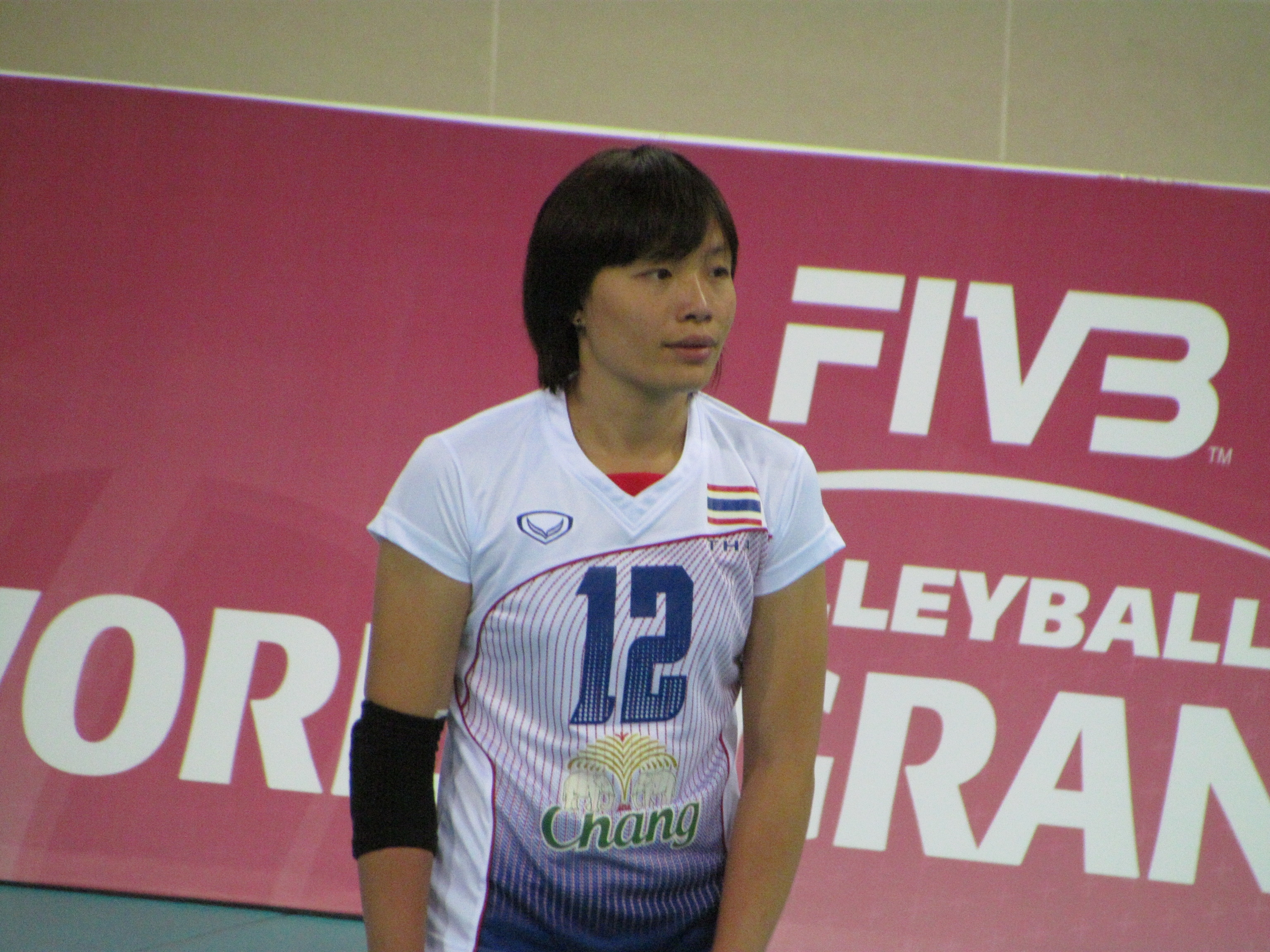
Тапапайпун Чайсри